# Wellington Gonçalves
Pour les articles homonymes, voir Gonçalves.
Wellington Daniel Gonçalves est un footballeur brésilien né le 11 août 1983 à São Paulo.
Il évolue habituellement comme attaquant.

## Carrière
Wellington Gonçalves réalise sa carrière en Grèce, où il joue successivement dans les équipes suivantes : Apollon Kalamarias, Thrasývoulos Fylís, GS Diagoras Rhodes, Agrotikos Asteras, Anagennisi Karditsa, Dóxa Dráma, Niki Volos FC et Panelefsiniakos.